# Papa Sisto III
Sisto III (em latim: Xystus III); (Roma, 390 - Roma, 18 de agosto de 440) foi o Papa da Igreja Católica de 31 de julho de 432 até a data de sua morte. Sua ascensão ao papado está associada a um período de maior construção na cidade de Roma. Seu dia é celebrada pelos católicos em 28 de março.

## Início da carreira
Sisto nasceu em Roma e antes de sua ascensão ele era proeminente entre o clero romano, e frequentemente se correspondia com Agostinho de Hipona. De acordo com Peter Brown, antes de ser feito papa, Sisto foi um patrono de Pelágio, que mais tarde foi condenado como herege, embora Butler discorde e atribua a acusação a Garnier. Nicholas Weber também contesta isso, "... provavelmente foi devido à sua disposição conciliatória que ele foi falsamente acusado de inclinações para essas heresias".

## Pontificado
Sisto foi consagrado papa em 31 de julho de 432. Ele tentou restaurar a paz entre Cirilo de Alexandria e João de Antioquia. Ele também defendeu os direitos do papa sobre a Ilíria e a posição do arcebispo de Tessalônica como chefe da igreja local da Ilíria contra a ambição de Proclo de Constantinopla.
Seu nome é frequentemente relacionado com um grande boom de construção em Roma: a Basílica de Santa Sabina no monte Aventino foi consagrada durante seu pontificado. Ele construiu a Basílica da Libéria como Santa Maria Maggiore, cuja dedicação a Maria, a Mãe de Deus, refletiu sua aceitação do concílio Ecumênico de Éfeso, encerrado em 431. Nesse concílio, o debate sobre as naturezas humana e divina de Cristo girou em torno de se Maria poderia legitimamente ser chamada de "Mãe de Deus" ou apenas "Mãe de Cristo". O conselho deu a ela o título grego de Theotokos (literalmente "portadora de Deus", ou "Mãe de Deus"), e a dedicação da grande igreja em Roma é uma resposta a isso.
O dia de festa de Sisto III é 28 de março.

## Literatura
- Helmut Feld: Papa Sisto III. Em: Biographisch-Bibliographisches Kirchenlexikon (BBKL).